# YouTube Kids
YouTube Kids — американський відеохостинг та вебсайт для дітей, розроблений YouTube, дочірньою компанією Google. Застосунок пропонує відео орієнтовані на дитячу аудиторію, з куратором вибору вмісту, функціями батьківського контролю та фільтруванням відео, які є недоцільними для перегляду дітям молодшим 13 згідно із Children's Online Privacy Protection Act, який забороняє звичайному застосунку YouTube створювати профілі дітей віком до 13 років у рекламних цілях.
Вперше випущений 15 лютого 2015 року як мобільний додаток для Android та iOS, програма з тих пір вийшла для смарт-телевізорів LG, Samsung та Sony, а також для Android TV. 27 травня 2020 року YouTube Kids став доступним на Apple TV. Станом на вересень 2019 року програма доступна у 69 країнах, включаючи Гонконг та Макао та одну провінцію. 30 серпня 2019 року YouTube запустив вебверсію YouTube Kids.
YouTube Kids зіткнувся з критикою з боку адвокатських груп, зокрема Кампанії за без-комерційне життя, через занепокоєння щодо використання додатком комерційної реклами, а також щодо алгоритмічних пропозицій відео, які можуть бути невідповідними цільовій аудиторії програми. Додаток також був пов’язаний із суперечкою навколо тривожних та/або насильницьких відео із зображенням персонажів із дитячих медіа-франшиз. Критика щодо відео спонукає YouTube оголосити, що потрібно більше жорстких дій для перегляду та фільтрації таких відеозаписів, коли вони повідомляються спільнотою, та запобігання доступу до них із додатка YouTube Kids.

## Особливості

### Зміст
Додаток розділено на чотири змістові категорії; "Рекомендовано", "Шоу", "Музика" та "Навчання". Категорії містять кураторний вибір вмісту з каналів, який вважається достуним для дітей.
У серпні 2016 року додаток було оновлено для підтримки підписки на сервіс YouTube Red (тепер YouTube Premium), що дозволяє абонентам дивитися відео без реклами, фонове відтворення відео та відтворення в офлайн режимі. У лютому 2017 року YouTube почав представляти преміальну оригінальну серію, орієнтовану спеціально на YouTube Kids, включаючи DanTDM Creates a Big Scene, Fruit Ninja: Frenzy Force, Hyperlinked та Kings of Atlantis. YouTube також представив пропагандистські кампанії за допомогою спеціальних списків відтворення, представлених на YouTube Kids, включаючи «#ReadAlong» (серія відеороликів, головним чином, що містить кінетичну типографію) для сприяння грамотності, «#TodayILearned» (на якій представлений список відтворення, орієнтований на STEM програми та відео), та «Make it Healthy, Make it Fun» (співпраця з Марком та Пау Газольом для пропаганди здорового та активного способу життя дітям).
У листопаді 2017 року додаток було оновлено для додавання додаткових режимів користувальницького інтерфейсу, розроблених для різних вікових груп, починаючи від існуючого спрощеного інтерфейсу (призначеного для дітей молодшого віку), до більш щільного інтерфейсу, призначеного для дітей старшого віку.
У вересні 2018 року YouTube додав нові параметри вікової групи, що стосуються вмісту, пропонованого в додатку, «Молодший» та «Старший». «Молодший» підтримує існуючий раніше вміст контенту, запропонований раніше, а «Старший» додає більше вмісту з інших жанрів, таких як природа, ігри та музика. У серпні 2019 року налаштування «Молодший» було розбито, щоб додати нову групу «Дошкільне» з акцентом на «творчість, грайливість, навчання та розвідку».

### Батьківський контроль
У додатку YouTube Kids є параметри батьківського контролю, які дозволяють батькам встановлювати часові обмеження та обмежувати користувачам доступ до інструменту пошуку. Батьки можуть скористатися паролем або своїм обліковим записом Google, щоб захистити ці налаштування, і налаштувати профілі для декількох користувачів, щоб адаптувати їх досвід.

## Рецензії

### Реклама
Кампанія за без-комерційне дитинство (CCFC) та Центр цифрової демократії (CDD) висловили стурбованість використанням реклами в додатку YouTube Kids, стверджуючи, що діти не зможуть відрізнити рекламу від вмісту. Пізніше до програми додали короткі «бампери», щоб встановити поділ між рекламою та вмістом.

### Проблеми з фільтруванням
Додаток YouTube Kids зіткнувся з критикою щодо доступності відео, невідповідних цільовій аудиторії. CCFC подав скаргу FTC на YouTube Kids незабаром після її виходу, наводячи приклади невідповідних відеороликів, які були доступні через інструмент пошуку програми (наприклад, пов'язані з вином під час їх тестування), а на сторінці рекомендованих зрештою, використовуючи історію пошуку, щоб викрити такі відео. YouTube захищав критику, заявивши, що вона розроблена за консультаціями з іншими пропагандистськими групами, і що компанія відкрита для зворотного зв'язку щодо роботи програми. З додатком також пов'язана більша суперечка з YouTube, яка називається «Elsagate», посилаючись на канали, на яких розміщуються відео з персонажами популярних франшиз (особливо, серед інших, Крижане серце, Щенячий патруль, Свинка Пеппа і Людина-павук), але з тривожними, сексуально-сугестивними, насильницькими чи іншими невідповідними темами та змістом.
Глава сімейного та дитячого вмісту на YouTube Малік Дюкард визнав, що «створення додатку для сіменого перегляду є для нас надзвичайно важливим», але визнав, що ця служба не піддавалася курації і що батьки несли відповідальність за використання батьківського контролю в додатку, щоб контролювати, яким чином його використовують їхні діти (включаючи відключення доступу до інструменту пошуку). Джош Голін, директор «Кампанії за без-комерційне дитинство», стверджував, що автоматизованих алгоритмів недостатньо, аби визначити, чи відео відповідає віку, і що процес вимагає ручної курації. Він додав, що «модель YouTube створила щось, що настільки обширне, але щохвилини завантажується вміст на 400 годин. Він просто занадто великий. Люди піднімають ці питання роками, просто відвідують будь-який батьківський форум і вони розмовляють про фальшиві відеозаписи Свинки Пеппи.»
В листопаді 2017 року, YouTube оголосив, що буде вживати подальші кроки для перегляду та фільтрації відео, повідомлених користувачами, що містять невідповідний вміст, у тому числі більш жорстке використання його системи фільтрації та обмеження віку, щоб запобігти появі таких відео у додатку та на власному сервісі YouTube. Оновленням додатку YouTube Kids того місяця було додано більш чітку відмову від відповідальності до його процесу першого налаштування, вказуючи, що сервіс не може повністю гарантувати відповідність за відеоролики, які не були підготовлені вручну, та інформування батьків про способи звітування і блокувати відео, які вони не вважають вважають доступними дітям.
Ці варіанти ще більше розширилися в 2018 році, додавши можливість обмеження користувачів на переглянуті людиною канали та рекомендації, а також ручну систему білого списку.

## Поширення

Країни, в яких доступний YouTube Kids

Наразі YouTube Kids доступний у наведених країнах:
Австралія, Австрія, Азербайджан, Аргентина, Аруба, Бангладеш, Бельгія, Бермудські Острови, Білорусь, Болгарія, Болівія, Боснія, Бразилія, Велика Британія, В'єтнам, Гана, Гватемала, Гондурас, Гонконг, Греція, Грузія, Данія, Домініканська Республіка, Еквадор, Естонія, Зімбабве, Ізраїль, Індія, Індонезія, Ірландія, Ісландія, Іспанія, Італія, Казахстан, Каймадові Острови, Канада (крім Квебеку), Кенія, Кіпр, Колумбія, Коста-Рика, Латвія, Литва, Ліхтенштейн, Люксембург, Мексика, Малайзія, Мальта, Непал, Нігерія, Нідерланди, Нікарагуа, Німеччина, Нова Зеландія, Норвегія, Острови Теркс і Кайкос, Пакистан, Панама, ПАР, Парагвай, Перу, Південна Корея, Північна Македонія, Польща, Португалія, Росія, Румунія, Сальвадор, Сенегал, Сербія, Сінгапур, Словаччина, Словенія, США, Таїланд, Тайвань, Танзанія, Уганда, Угорщина, Україна, Уругвай, Філіппіни, Фінляндія, Франція, Хорватія, Чехія, Чилі, Швейцарія, Швеція, Шрі-Ланка, Ямайка та Японія.
В майбутньому YouTube Kids буде доступний в Туреччині.